# باغ اسپانیایی

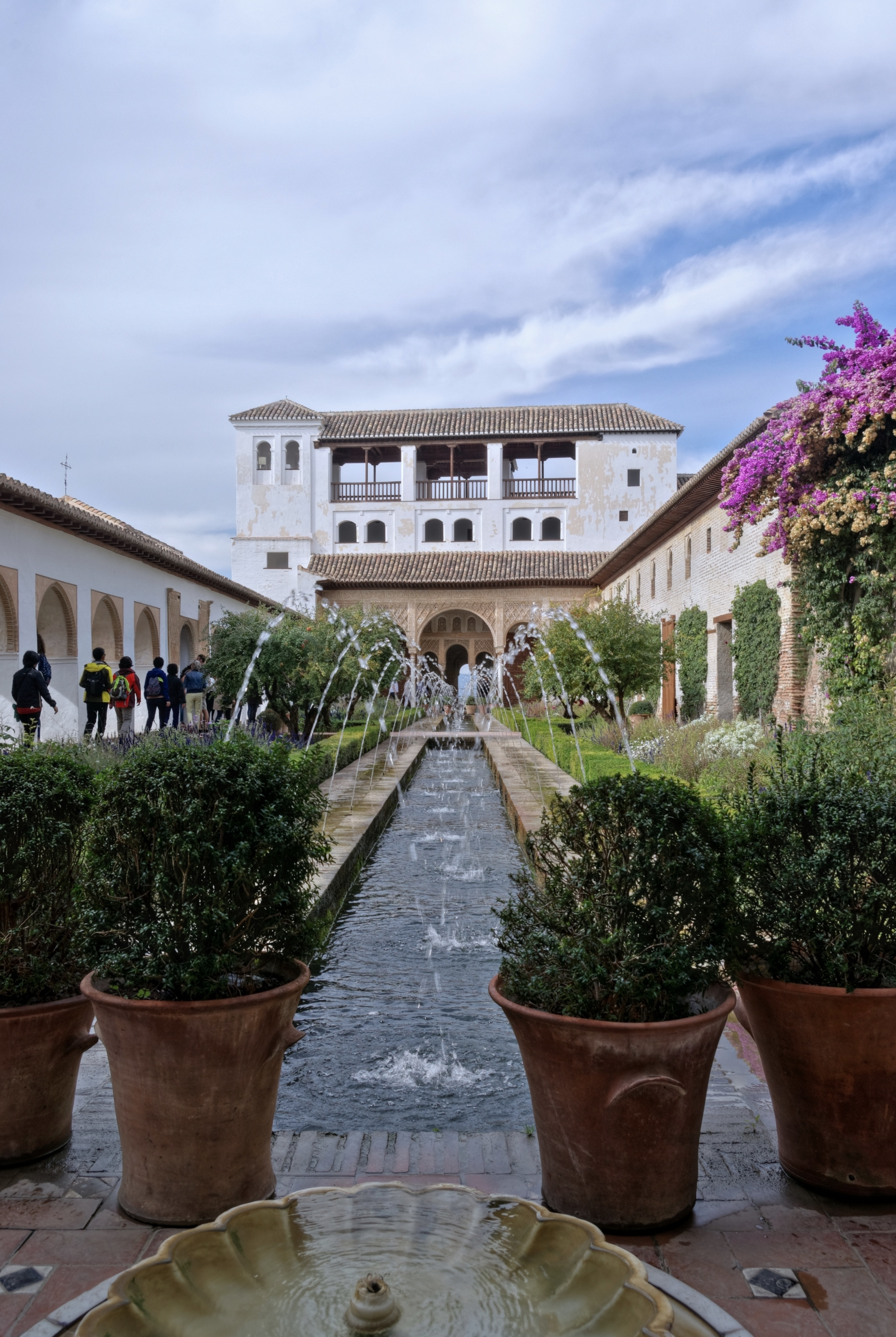
Jardín del Generalife de Granada

باغ اسپانیایی سنتی به سبک باغ یا طراحی چشم‌انداز که در تاریخ اسپانیا توسعه یافت. اصول ترکیب و عناصر طراحی باغ را از پیشینیان در باغ‌های ایرانی، باغ‌های رومی و باغ‌های اسلامی و باغ‌های موری در عصر اندلس در شبه جزیره ایبری گرفت.

## نگارخانه

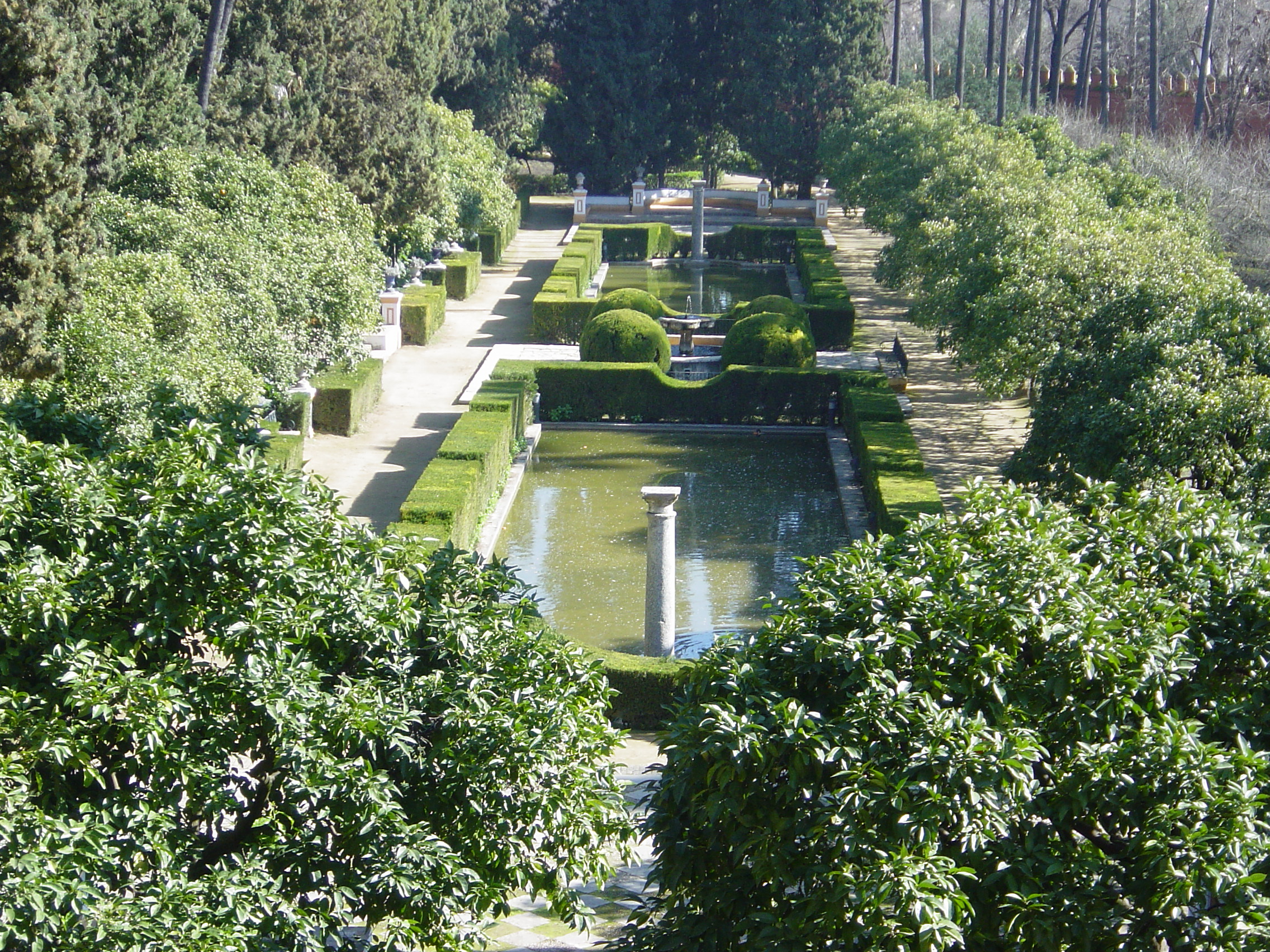
باغ از Alcázar of Seville.
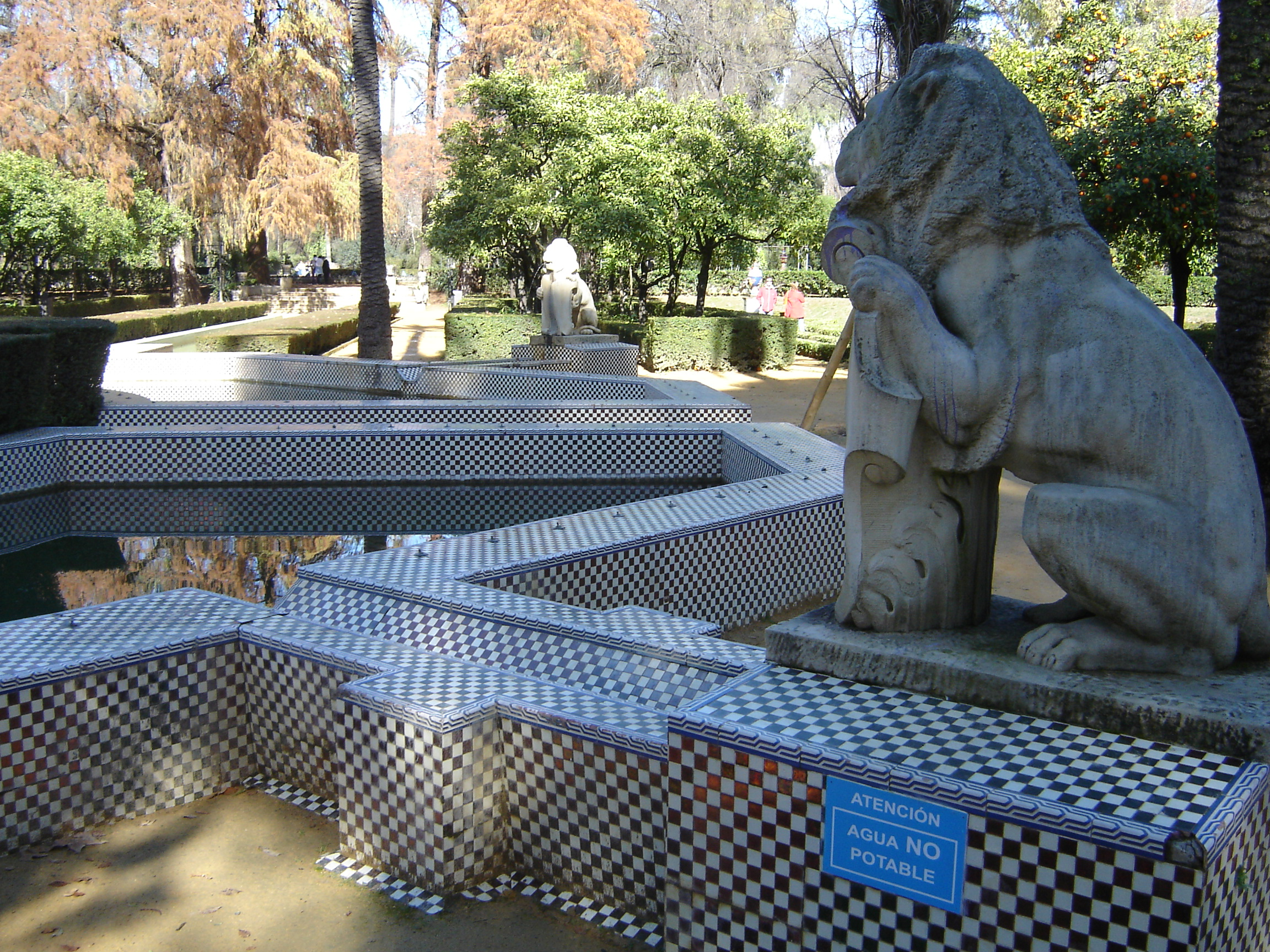
ماریا لویزا پارکسویل
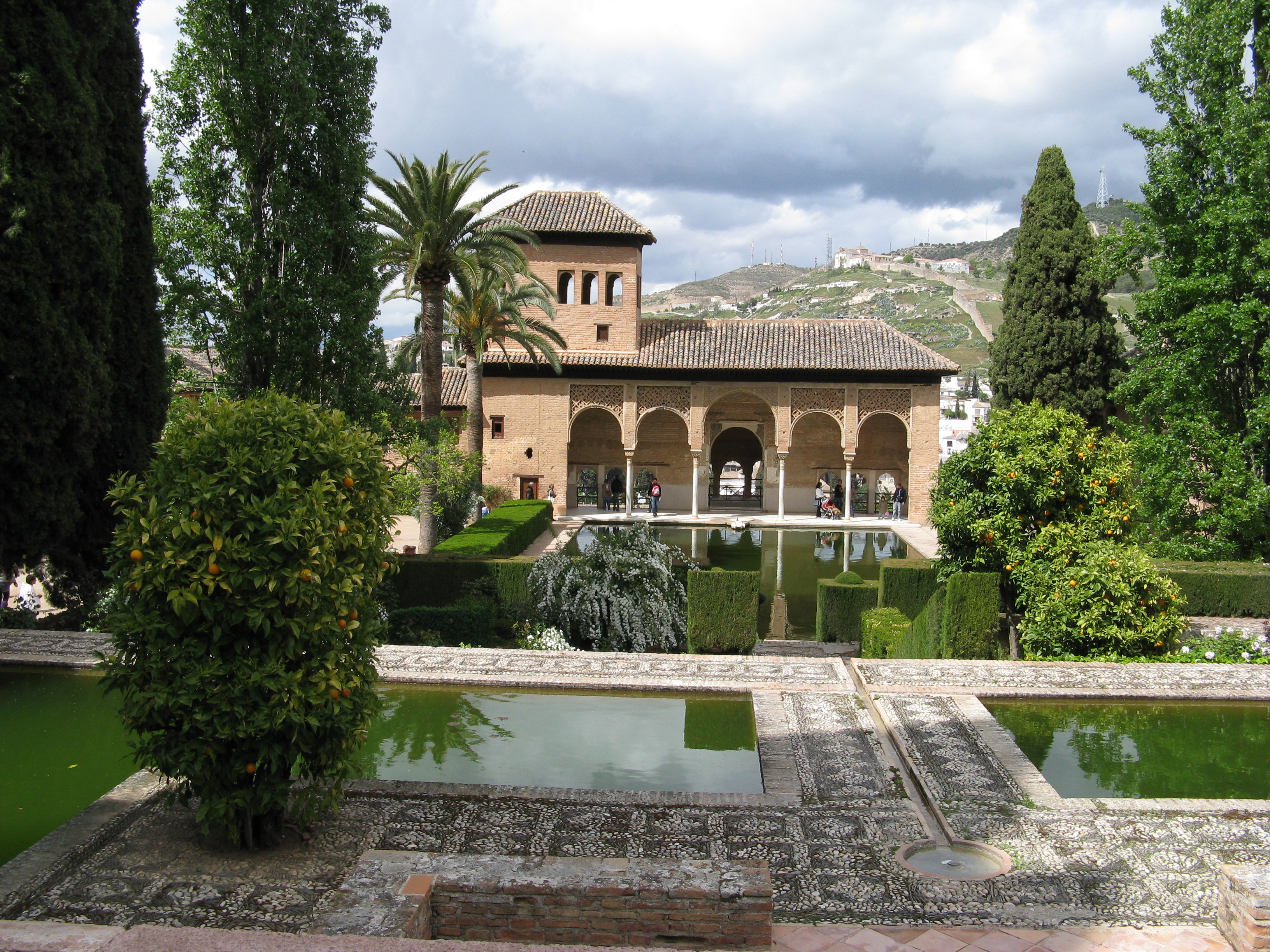
باغ de la Alhambra
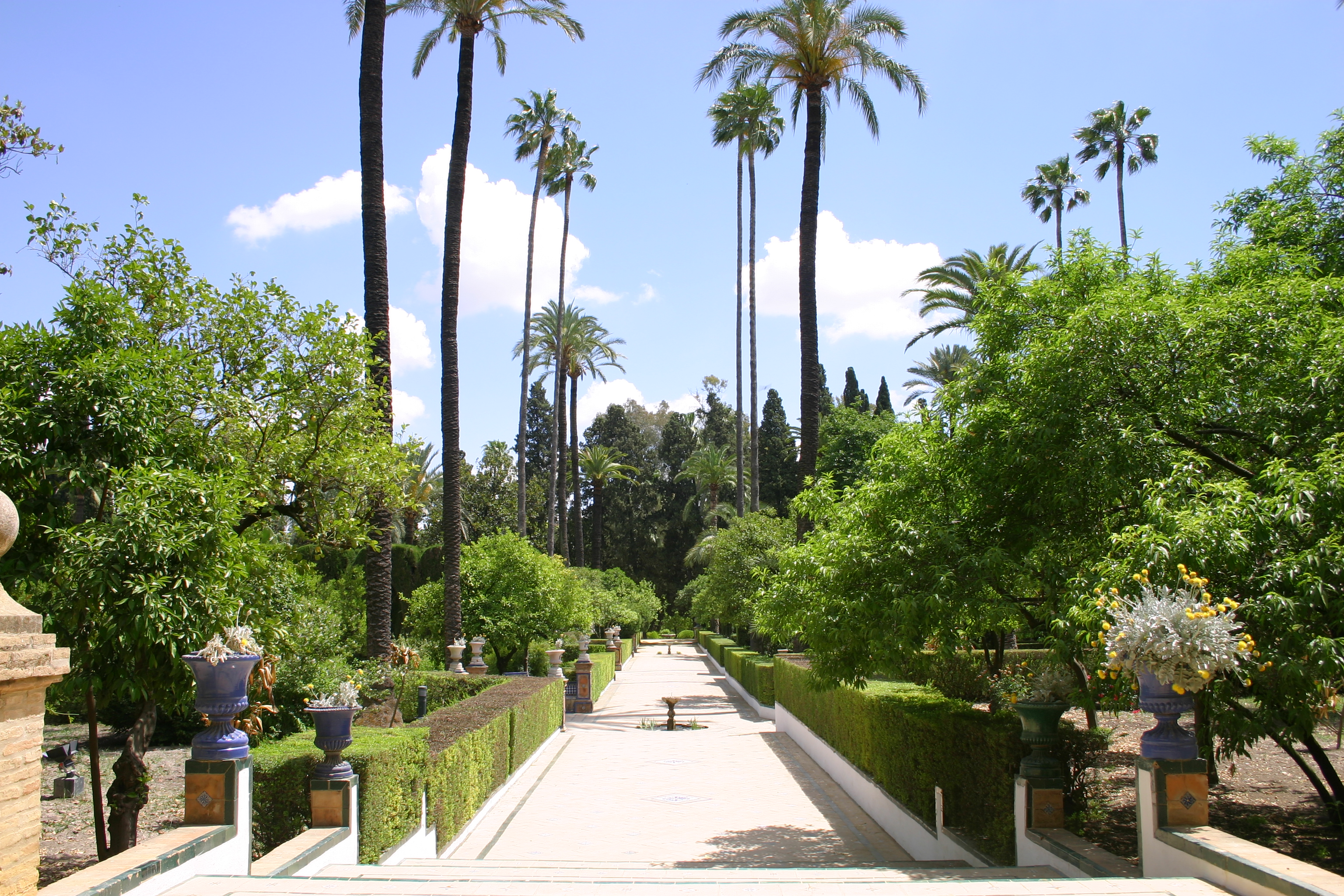
باغ دلم الکزر د سویا
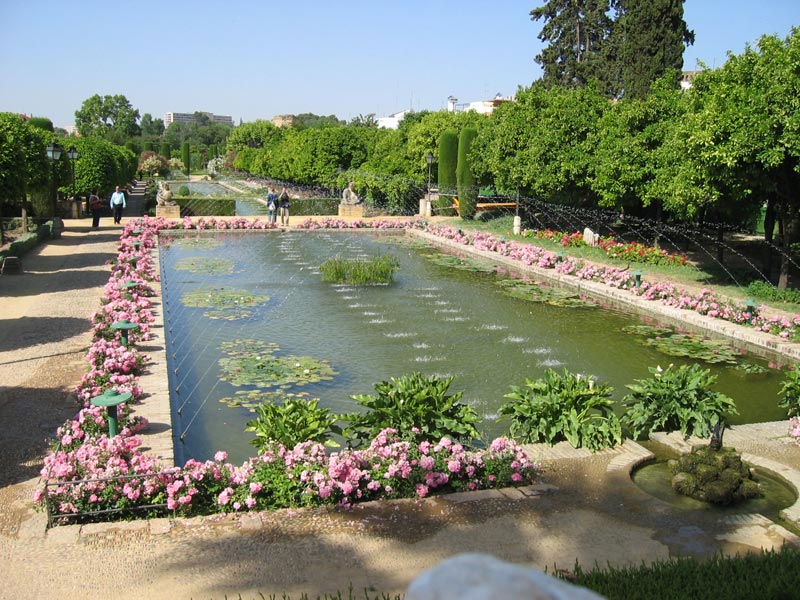
باغ دلم Alcázar ده کردبا
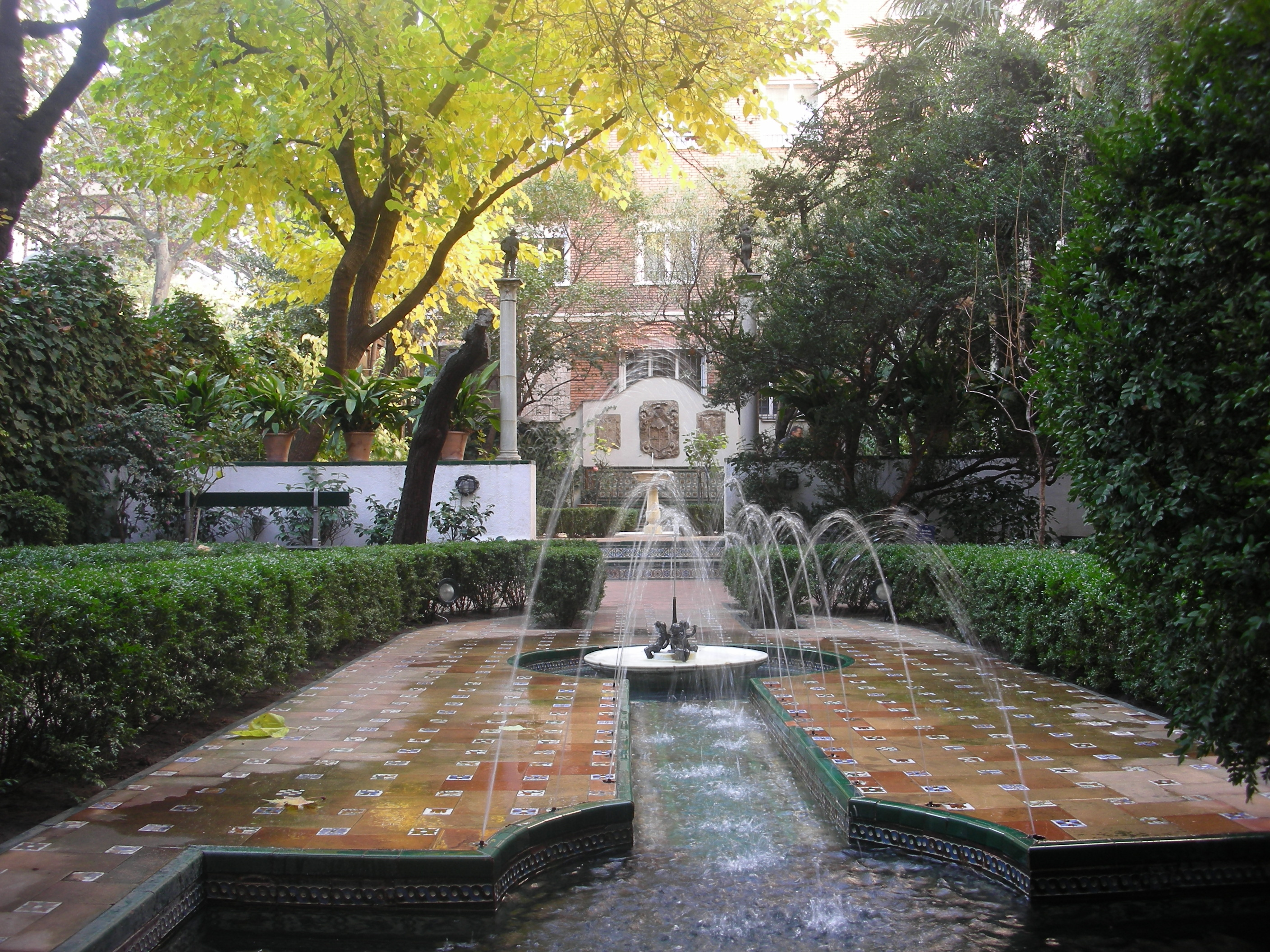
باغ del Museo Sorolla de Madrid
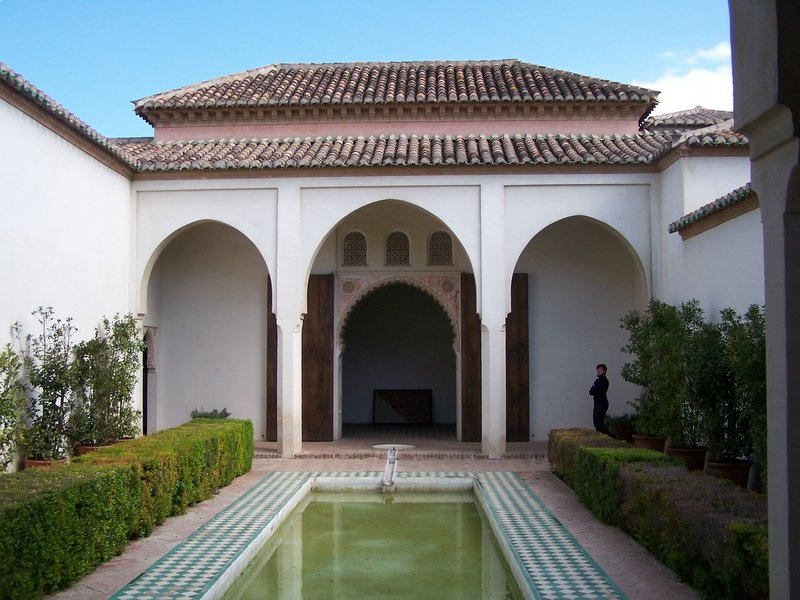
باغ de la Alcazaba de Málaga
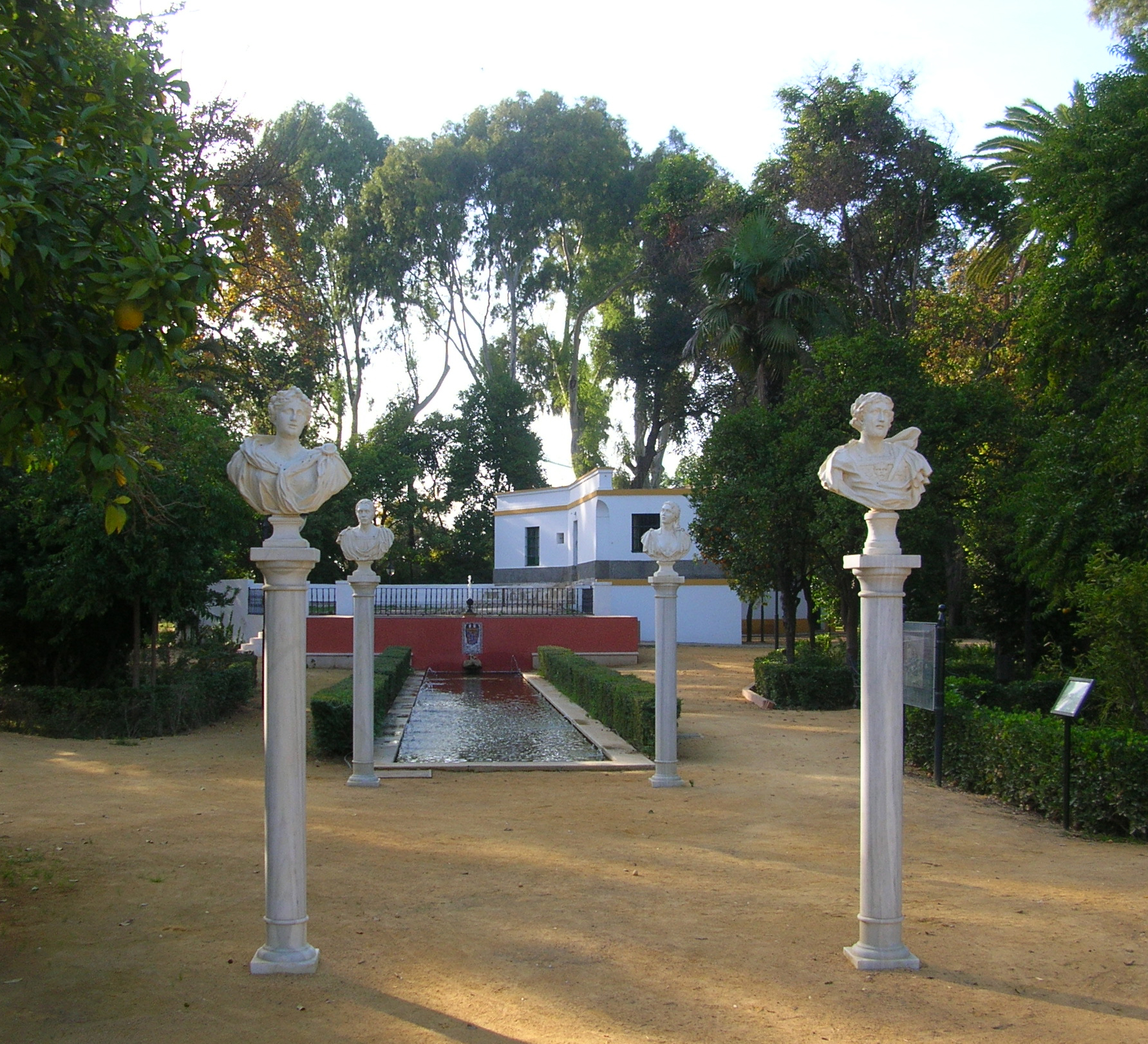
Jardines de las Delicias de Sevilla
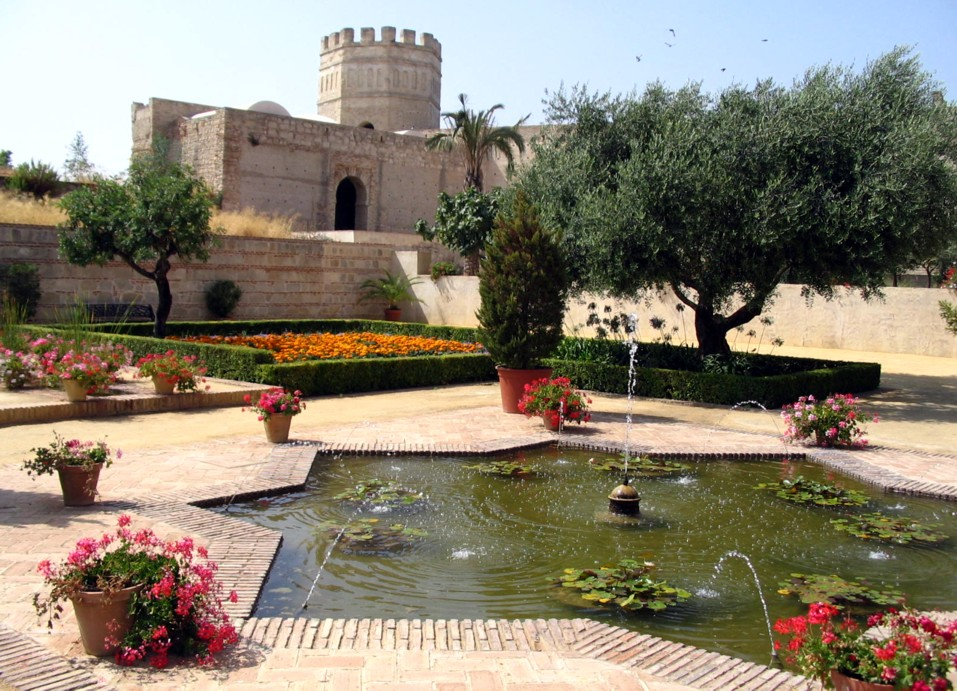
باغ دلم الکزر د جرز
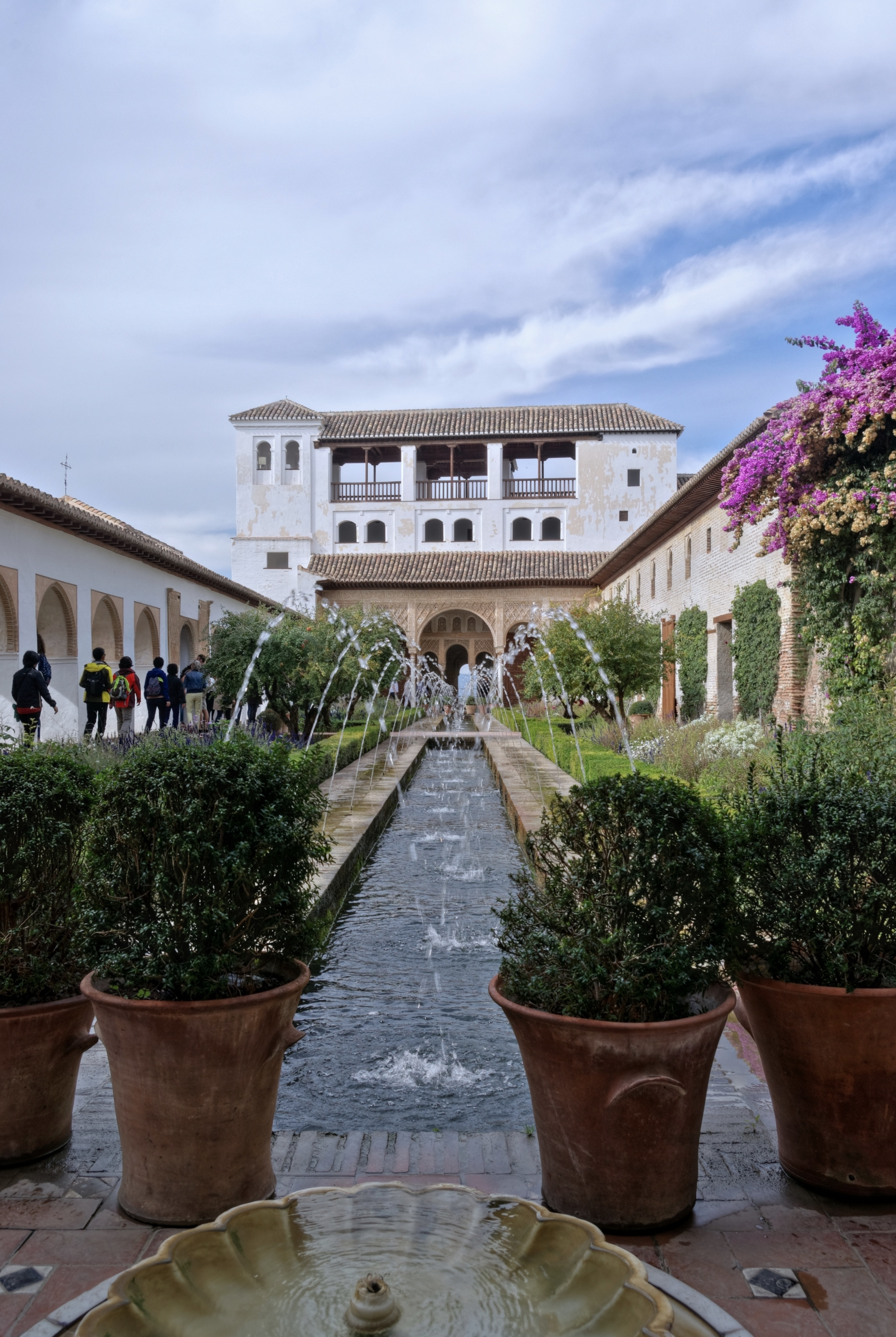
باغ Generalife, de Granada
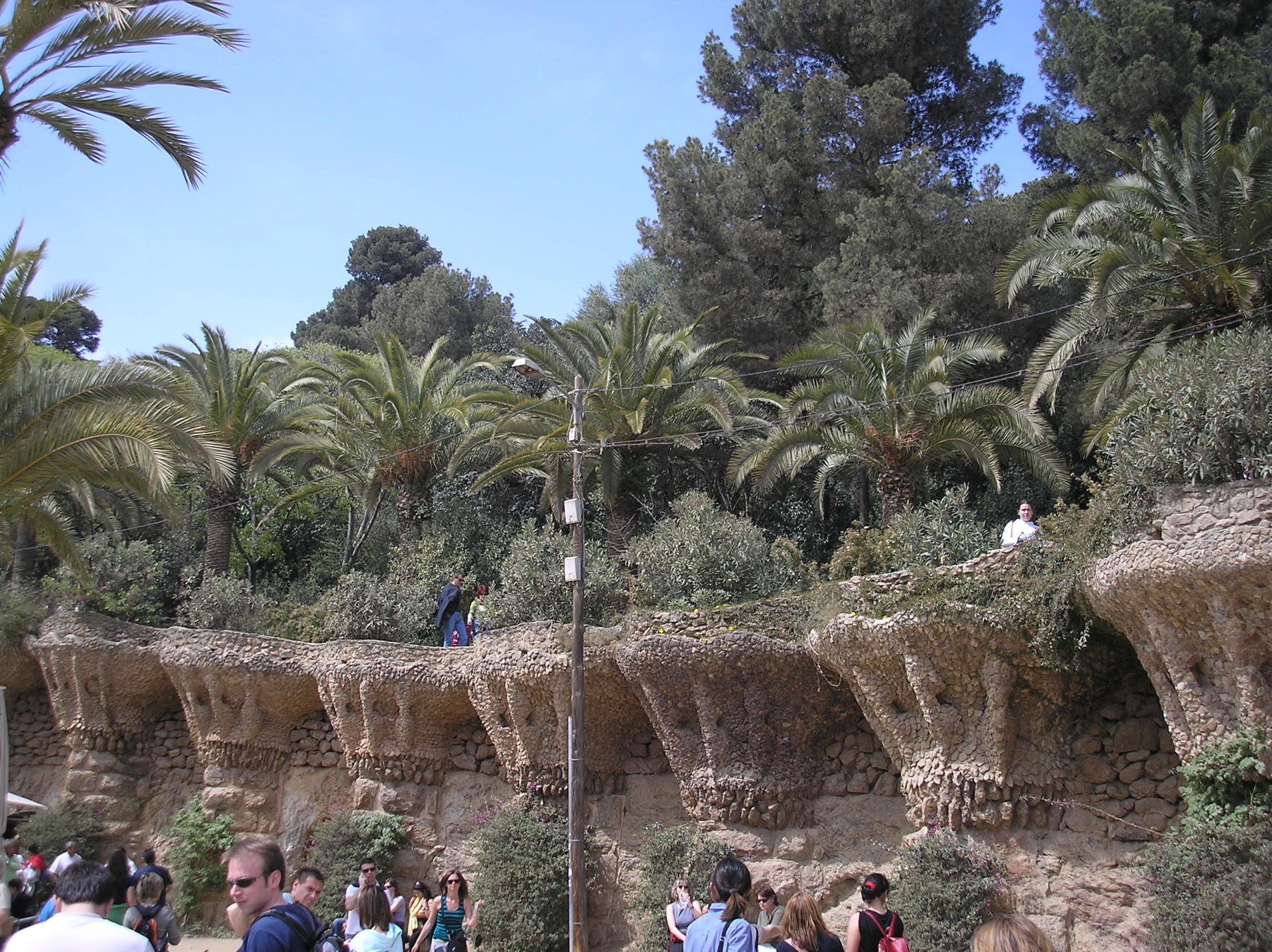
لانه پرنده ساخته شده توسط Gaudí در پارک گوئل تراس دیوار.